# Godon de Metz
Pour les articles homonymes, voir Godon (homonymie).
Godon, ou Godo (en latin : Goges) est un évêque de Metz qui a régné de 646 à 657. 